# Mugusu (Waffe)

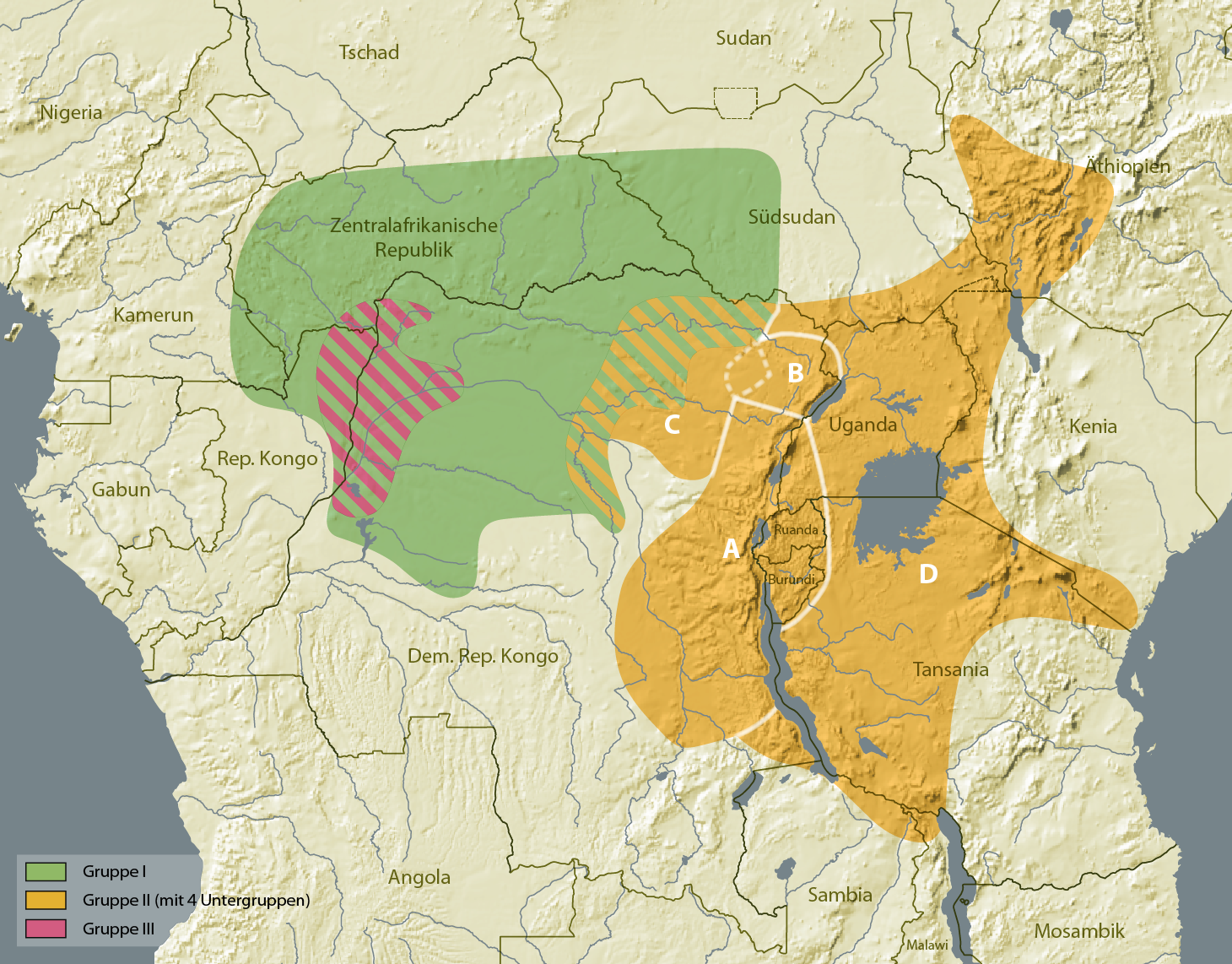
Verbreitung nach Jan Elsen; Gruppe II.A

Das Mugusu ist ein afrikanisches Zeremonialmesser des Bwami-Kultes der Lega in der Demokratischen Republik Kongo. Es wird zu den zentralafrikanischen Sichelwaffen gezählt.

## Beschreibung
Das Mugusu ist komplett aus Elefantenknochen hergestellt. Der Schlagkopf ist am oberen Ende halbmondförmig gearbeitet, stilistisch ähnelt es einem verkleinerten Nashornvogel (hornbill knife).
Die umlaufende Kante ist dünner gearbeitet, um als Schneide zu dienen. Der Schlagkopf ist an einer Seite durch eine Ecke zum Stiel hin abgesetzt. Das Heft (Griffstück) ist rund gearbeitet und am unteren Ende keulenförmig. Auf einem Teil des Stiels und der Klinge sind kreisförmige Verzierungen eingeschnitzt.

## Bedeutung
Das Mugusu ist eine symbolische Ausführung der Hippe Umuhoro. Der sichelförmige Schlagkopf symbolisiert, dass es nur durch gemeinsame Anstrengungen möglich ist einen Wege freizuhauen (Urwaldgestrüpp). Nach Daniel P. Biebuyck ist das Mugusu ein Zeichen für die Erkenntnis: „Ohne Hilfe von Vielen geht es nicht.“ Es ist eines von vielen Symbolen innerhalb der verschiedenen Initiationsriten der Aufnahme in die Bwami-Gruppe und Zuordnung zu einer der sieben Sozialstufen für Männer oder zu einer der vier Sozialstufen für Frauen.
Ein weiterer Typ eines Knochenmessers des Bwami-Kults ist das dolchmesserförmige Kabemba.